# Lagartos (Palencia)
Lagartos es un municipio y localidad española de la provincia de Palencia, en la comunidad autónoma de Castilla y León. La población del municipio asciende a 117 habitantes (INE 2024).

## Geografía
| Noroeste: Provincia de León | Norte: Santervás de la Vega | Noreste: Villarrabé |
| Oeste: Provincia de León    |                             | Este: Villarrabé    |
| Suroeste Moratinos          | Sur: Moratinos              | Sureste: Ledigos    |

## Demografía
Cuenta con una población de 117 habitantes (INE 2024).
| Gráfica de evolución demográfica de Lagartos entre 1842 y 2021 |
| |
| Población de derecho según los censos de población del INE Población de hecho según los censos de población del INEEntre el censo de 1940 y el anterior, aparece este municipio porque cambia de nombre y desaparece el municipio 34510 (Terradillo de los Templarios) Entre el censo de 1857 y el anterior, este municipio desaparece porque se integra en el municipio 34510 (Terradillos de los Templarios) |

Su término municipal también comprende las  pedanías de Terradillos de los Templarios y Villambrán de Cea
Distribución de la población

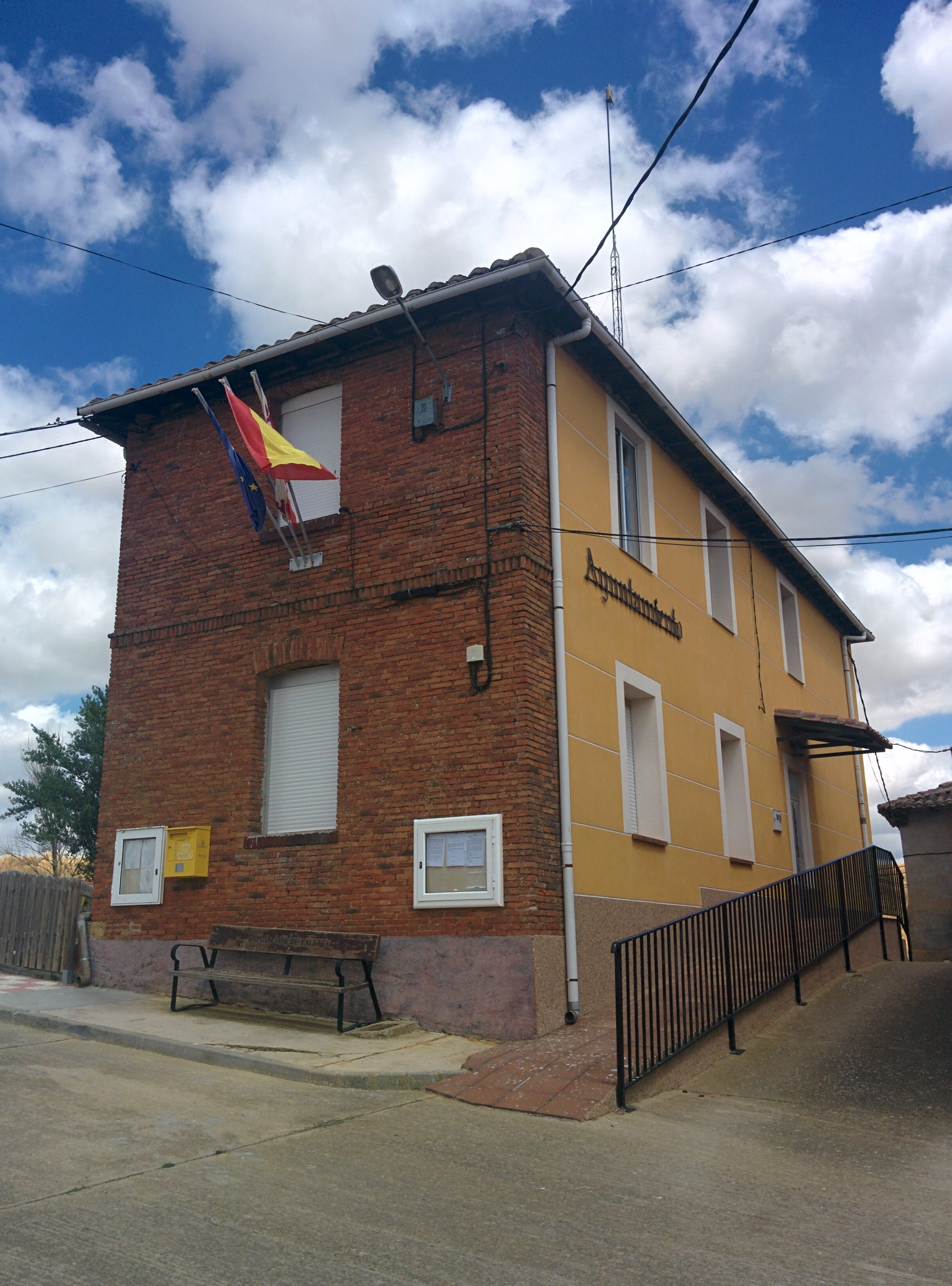
Casa consistorial

Las entidades de población que componen el término municipal de Lagartos son las siguientes:
| Entidad de Población          | Coordenadas                               | Pob. (2024) |
| ----------------------------- | ----------------------------------------- | ----------- |
| Lagartos                      | 42°24′20″N 4°54′16″O / 42.40556, -4.90444 | 22          |
| Terradillos de los Templarios | 42°21′46″N 4°53′25″O / 42.36278, -4.89028 | 56          |
| Villambrán de Cea             | 42°25′38″N 4°53′35″O / 42.42722, -4.89306 | 39          |
| Total                         |                                           | 117         |
| Fuente: INE, 2022             |                                           |             |

## Transporte y comunicaciones
Red viaria
Dentro de la red de carreteras, Lagartos cuenta con las siguientes conexiones:
| Identificador | Denominación         | Itinerario         |
| ------------- | -------------------- | ------------------ |
| PP-2468       | Carretera provincial | Villambrán - P-235 |

Ferrocarril
Lagartos no tiene estación de ferrocarril dentro de su localidad. La estación de tren más cercana se encuentra en la localidad de Sahagún, situada a 15 kilómetros de distancia. Dicha estación, gestionada por Adif, se encuentra en la línea Venta de Baños-Gijón.